# ジャン・ピエール・タルボ
ジャン・ピエール・タルボ（Jean-Pierre Talbot、1943年8月12日-）はベルギーの元子役。

## 人物
1960年当時、体育系の学校に通うごく普通の少年だったタルボは運動神経を見込まれ、エルジェ原作の『タンタンの冒険旅行』の実写映画版のタンタンの役に抜擢され、ベルギーでは国民的アイドルになった。
しかし、タンタン以外の映画に出る事も無く、そのまま芸能界を引退し、国体選手へと転身した。

## 映画
- タンタンとトワゾンドール号の神秘 (1961)
- 大追跡！謎の大秘宝 (1961)<劇場未公開>
- タンタンと水色のオレンジ (1966)